# 韋晃
韋 晃（い こう、? - 218年）は、中国後漢末期の政治家。
後漢の丞相司直。218年正月、吉本や金禕と少府の耿紀らと共に曹操に対して反乱を起こした。許にいた王必の陣営を攻めて王必を負傷させたが、落ち延びた王必と厳匡により鎮圧された。韋晃は仲間と共に捕らえられ、曹操に処刑された。一説には頭を地面に打ち付けて自害したともいわれる。